# Jørgen Horn
Jørgen Horn (Oslo, Noruega, 7 de junio de 1987) es un futbolista noruego. Juega de defensor y su equipo actual es el Sarpsborg 08 FF de la Eliteserien.

## Selección
Ha sido internacional con la selección de Noruega en 2 ocasiones.

## Clubes
| Club              | País    | Año           | PJ | Goles |
| ----------------- | ------- | ------------- | -- | ----- |
| Kjelsås Fotball   | Noruega | 2005          |    |       |
| Vålerenga Fotball | Noruega | 2006-2008     |    |       |
| Moss FK (cedido)  | Noruega | 2006          |    |       |
| Viking FK         | Noruega | 2008-2010     | 15 | 0     |
| Fredrikstad FK    | Noruega | 2011-12       | 45 | 1     |
| Strømsgodset IF   | Noruega | 2013-2015     | 46 | 0     |
| IF Elfsborg       | Suecia  | 2016-2017     | 34 | 0     |
| Sarpsborg 08 FF   | Noruega | 2018-presente |    |       |